# Лернер, Григорий Львович
Григо́рий Льво́вич Ле́рнер (род. 20 октября 1951, Москва) — российско-израильский предприниматель. Обвинялся в различных финансовых преступлениях прокуратурами Израиля и России, был трижды осуждён израильским судом, отбывал срок за мошенничество и создание финансовой пирамиды.

## Биография
Окончил факультет журналистики МГУ (1973). Работал в издательстве «Колос». Организовывал студенческие стройотряды, в процессе чего занимался финансовыми махинациями, за что был осуждён на 11 лет лишения свободы. Повторный суд сократил срок до 5 лет, последний год из которых провёл на «химии» (колония-поселение). Во время перестройки занялся частным бизнесом. Сблизился с главарями ореховской мафии. Создал первый российский промышленный банк.
В 1990 году уехал в Израиль, взял себе имя Цви Бен-Ари (ивр. צבי בן ארי‎) и поселился в Ашкелоне. Задержан в Швейцарии по требованию российской прокуратуры в 1991 году, выслан в Россию, но затем освобождён под залог и вернулся в Израиль.
До 1994 года Россия требовала его экстрадиции, но в конечном итоге он был помилован.
Задержан в Израиле 12 мая 1997 года по обвинению в крупных хищениях денег у трёх российских банков и осуждён на 6 лет лишения свободы и к штрафу.
20 февраля 2003 года условно-досрочно освобождён. После освобождения вернулся в бизнес, открыв компании по нефтегазовым сделкам.
В 2006 году был заново обвинён в финансовых хищениях израильской прокуратурой и арестован в Парагвае, куда сбежал, присвоив деньги вкладчиков. Оттуда был экстрадирован в Израиль.
11 июля 2006 года приговорён к лишению свободы на 6 лет, а также дополнительному сроку за нарушение режима отбывания условного наказания на 27 месяцев.
В июле 2010 года получил ещё один, десятилетний срок за создание финансовой пирамиды.